# Улей (шаньюй)
Улей (кит.: 烏累; д/н — 18) — шаньюй держави хунну в 13—18 роках. Починається послаблення центральної влади правителя.

## Життєпис

### Молоді роки
Син шаньюя Хухан'є. При народженні звався Сянь. Отримав титул ліу-вана (намісника в клані Ліу). Вперше відзначився у 9 році, коли за наказом шаньюя Учжулю відзначився у виселенні племен ухуань з земель хунну. Невдовзі отримав титул західного юсяньвана. 10 року він підкорився вимозі імператора Ван Ман щодо поділу держави хунну на 15 шаньюйств. Разом з сином Чжуу став шаньюєм під ім'я Сяо. Втім вимушен був тікати до Китаю.
11 року під час набігів хунну на імперію Сінь повернувся у степ, де отримав прощення від шаньюя Учжулю. На кару імператор наказав стратити його сина Дена. 13 року після смерті Учжулю за підтримки гудухоу (палацового управителя) Сюйбудана та «партії миру» домігся трону.

### Шаньюй
Призначив брата Юя на посаду східного гулі-вана, а на його місце — західного тукі-вана — призначив іншого брата — лухуня. Також східним тукі-ваном (офіційним спадкоємцем) призначив Сутухубеня. Через часті смертей східних тукі-ванів Улей вирішив, що ця назва нещаслива і замінив її на сюуй («переважаючий»). Почав перемовини з представниками Ван Мана, які переконали шаньюя, щойого син ден живий. Тому запропонували обміняти Дена на китайських перебіжчиків, що й було зроблено. Останніх було старчено, а потім виявилося, що китайці обдурили шаньюя.
Разом з тим Улей був непопулярний серед підданих і тому побоювався відкритої війни. Але вирішив не заважати хунну нападати на прикордонні землі Китаю. 15 року отримав тіло свого сина та численні подарунки, пообіцявши імператорським посланцям припинити набіги, але не виконав цього. Разом з тим влада поступово вискользувалася з рук Улея, різні князі  ставали все більш самостійними.
У 18 році він помер. Влада перейшладо його брата Юя, що прийняв ім'я Худуерші Дао-гао.